# Amos Deacon
Amos Rogers Little Deacon, född 28 maj 1904 i Philadelphia, död 9 oktober 1982 i Santa Barbara, var en amerikansk landhockeyspelare.
Deacon blev olympisk bronsmedaljör i landhockey vid sommarspelen 1932 i Los Angeles.